# Новоорловка (Донецкая область)
Новоорловка (укр. Новоорлівка) — село на Украине, находится в Шахтёрском районе Донецкой области. Входит в состав  Донецкой Народной Республики]].

## География

#### Соседние населённые пункты по странам света
С: Ольховатка
СЗ: Славное
СВ: Весёлая Долина, Полевое
З: Шевченко (Малоорловского сельсовета), Малоорловка
В: Орлово-Ивановка
ЮЗ: город Кировское
ЮВ: —
Ю: Михайловка

## Население
Население по переписи 2001 года составляло 322 человека.

## Общие сведение
Код КОАТУУ — 1425284503. Почтовый индекс — 86200. Телефонный код — 806250.

## Местный совет
86222, Донецкая область, Шахтёрский р-н, с. Малоорловка, ул. Широкая, 112, тел. 69-5-42.